# Aphidius pseudopicipes
Aphidius pseudopicipes är en stekelart som beskrevs av Jaroslav Stary 1983. Aphidius pseudopicipes ingår i släktet Aphidius och familjen bracksteklar. Inga underarter finns listade i Catalogue of Life.